# Strażnica KOP „Wiłówka”
Strażnica KOP „Wiłówka” – zasadnicza jednostka organizacyjna Korpusu Ochrony Pogranicza pełniąca służbę ochronną na granicy polsko-niemieckiej.

## Formowanie i zmiany organizacyjne
W 1927 w składzie 6 Półbrygady Ochrony Pogranicza, został sformowany 29 batalion odwodowy. W 1928 w skład batalionu wchodziło 7 strażnic. W 1928 i 1929 roku w strukturze organizacyjnej kompanii granicznej KOP „Filipów” funkcjonowała strażnica KOP „Wiłówka”. Strażnica liczyła około 18 żołnierzy i rozmieszczona była przy linii granicznej z zadaniem bezpośredniej ochrony granicy państwowej. W komunikacie dyslokacyjnym z 1932 nie występuje.

## Służba graniczna
Podstawową jednostką taktyczną Korpusu Ochrony Pogranicza przeznaczoną do pełnienia służby ochronnej był batalion graniczny. Odcinek batalionu dzielił się na pododcinki kompanii, a te z kolei na pododcinki strażnic, które były „zasadniczymi jednostkami pełniącymi służbę ochronną”, w sile półplutonu. Służba ochronna pełniona była systemem zmiennym, polegającym na stałym patrolowaniu strefy nadgranicznej, wystawianiu posterunków alarmowych, obserwacyjnych i kontrolnych stałych, patrolowaniu i organizowaniu zasadzek w miejscach rozpoznanych jako niebezpieczne, kontrolowaniu dokumentów i zatrzymywaniu osób podejrzanych, a także utrzymywaniu ścisłej łączności między oddziałami i władzami administracyjnymi.
Sąsiednie strażnice:
- Straż Graniczna ⇔ strażnica KOP „Lipówka” – 1928[2] i 1929[3].

## Dowódcy strażnicy
- kpr. ndt. Jan Milewski (VIII 1933 roku),
- kpr. ndt. Józef Wcisło (12 III 1938 roku),
- kpr. Bolesław Duda